# Tha Teng
Tha Teng là một huyện (muang, mường) thuộc tỉnh Sekong ở Nam Lào . Trước khi thành lập tỉnh Sekong, Tha Teng thuộc tỉnh Champasack.
Nhờ có khí hậu phù hợp cho trồng cây công nghiệp và ngành du lịch phát triển, Tha Teng là huyện phát triển nhất tỉnh Sekong. Trong huyện có nhiều trang trại cà phê Arabica.
Quốc lộ 1I nối Tha Teng với tỉnh lỵ Lam Mam.